# Liga Nacional de Fútbol de Rusia
El Campeonato de Fútbol de la Liga Nacional (en ruso: Первенство Футбольной Национальной Лиги, Pervenstvo Futbolʹnoy Natsionalʹnoy Ligi), anteriormente conocido como Primera División (ruso: Пе́рвый дивизио́н, Pérvyy divizión), es la segunda categoría del sistema de ligas del fútbol ruso, por debajo de la Liga Premier. 
La competición fue dirigida por la Liga de Fútbol Profesional de Rusia, pero desde 2011 es gestionada por la Liga Nacional de Fútbol.
El campeonato lo componen dieciocho clubes, después de cada temporada, los dos primeros ascienden a la Liga Premier, y los últimos cuatro descienden a la Segunda División de Rusia.

## Equipos temporada 2024-25
| Club                         | Ciudad             | Estadio                       | Capacidad |
| ---------------------------- | ------------------ | ----------------------------- | --------- |
| Alania Vladikavkaz           | Vladikavkaz        | Republicano Spartak           | 32 464    |
| Arsenal Tula                 | Tula               | Estadio Arsenal               | 20 048    |
| Baltika Kaliningrado         | Kaliningrado       | Estadio de Kaliningrado       | 35 016    |
| Chayka                       | Peschanokopskoye   | Stadion Central´nyj           | 2.500     |
| FC Chernomorets Novorossiysk | Novorossiysk       | Estadio Central (Novorosíisk) | 12 500    |
| FC KamAZ Naberezhnye Chelny  | Náberezhnye Chelny | KAMAZ                         | 10 500    |
| FC Neftekhimik               | Nizhnekamsk        | Neftekhimik                   | 3100      |
| Rodina Moscú                 | Moscú              | Spartakovets                  | 5 100     |
| Shinnik Yaroslavl            | Yaroslavl          | Estadio Shinnik               | 22 990    |
| PFC Sochi                    | Sochi              | Fisht Olympic Stadium         | 45.994    |
| SKA-Jabarovsk                | Jabárovsk          | Lenin (Jabárovsk)             | 15 200    |
| FC Sokol Saratov             | Saratov            | Lokomotiv Stadium             | 15 000    |
| FC Tiumén                    | Tiumén             | Estadio Geolog                | 13 057    |
| FC Torpedo Moscú             | Moscú              | Estadio Eduard Streltsov      | 13 400    |
| Rotor Volvograd              | Volvograd          | Volvograd Arena               | 45.000    |
| FC Ufa                       | Ufa                | Neftyanik Stadium             | 15.200    |
| Ural Yekaterinburg           | Ekaterimburgo      | Yekaterinburg Arena           | 35.061    |
| FC Yenisey Krasnoyarsk       | Krasnoyarsk        | Central (Krasnoyarsk)         | 15 000    |

## Palmarés
| Temporada | Campeón (asciende a Liga Premier)                                                                     | También ascendidos                            |
| --------- | --- | --------------------------------------------- |
| 1992      | Zhemchuzhina Sochi (Oeste), KAMAZ Naberezhnye Chelny (Centro), Luch Vladivostok (Este)                | -----                                         |
| 1993      | Chernomorets Novorossiysk (Oeste, no ascendido), Lada Tolyatti (Centro), Dinamo-Gazovik Tyumen (Este) | -----                                         |
| 1994      | Chernomorets Novorossiysk                                                                             | FC Rostov                                     |
| 1995      | Baltika Kaliningrad                                                                                   | Lada Tolyatti, Zenit Saint Petersburg         |
| 1996      | Dinamo-Gazovik Tyumen                                                                                 | Shinnik Yaroslavl, Fakel Vorónezh             |
| 1997      | Uralan Elista                                                                                         | -----                                         |
| 1998      | Saturn Ramenskoe                                                                                      | Lokomotiv Nizhny Novgorod                     |
| 1999      | Anzhi Makhachkala                                                                                     | Fakel Vorónezh                                |
| 2000      | Sokol Saratov                                                                                         | Torpedo-ZIL Moscow                            |
| 2001      | Shinnik Yaroslavl                                                                                     | Uralan Elista                                 |
| 2002      | Rubin Kazan                                                                                           | Chernomorets Novorossiysk                     |
| 2003      | Amkar Perm                                                                                            | Kuban Krasnodar                               |
| 2004      | Terek Grozny                                                                                          | Tom Tomsk                                     |
| 2005      | Luch-Energia Vladivostok                                                                              | Spartak Nalchik                               |
| 2006      | FC Khimki                                                                                             | Kuban Krasnodar                               |
| 2007      | Shinnik Yaroslavl                                                                                     | Terek Grozny                                  |
| 2008      | FC Rostov                                                                                             | Kuban Krasnodar                               |
| 2009      | Anzhi Majachkalá                                                                                      | Sibir Novosibirsk                             |
| 2010      | Kuban Krasnodar                                                                                       | Volga Nizhny Novgorod                         |
| 2011-12   | Mordovia Saransk                                                                                      | Alania Vladikavkaz                            |
| 2012-13   | Ural Ekaterimburgo                                                                                    | Tom Tomsk                                     |
| 2013-14   | Mordovia Saransk                                                                                      | Arsenal Tula, Torpedo Moscú, FC Ufa           |
| 2014-15   | Krylia Sovetov Samara                                                                                 | Anzhi Makhachkala                             |
| 2015-16   | Gazovik Orenburg                                                                                      | Arsenal Tula, Tom Tomsk                       |
| 2016-17   | FC Dinamo Moscú                                                                                       | FC Tosno, FC SKA-Khabarovsk                   |
| 2017-18   | FC Orenburg                                                                                           | Krylia Sovetov Samara, FC Yenisey Krasnoyarsk |
| 2018-19   | FC Tambov                                                                                             | PFC Sochi                                     |
| 2019-20   | FC Rotor Volgogrado                                                                                   | FC Khimki                                     |
| 2020-21   | Krylia Sovetov Samara                                                                                 | FC Nizhni Nóvgorod                            |
| 2021-22   | FC Torpedo Moscú                                                                                      | FC Fakel Vorónezh, FC Oremburgo               |
| 2022-23   | FC Rubin Kazan                                                                                        | FC Baltika                                    |
| 2023-24   | FK Khimki                                                                                             | Dynamo Makhachkala                            |

## Títulos por club
| Club                         | Campeón | Edición            |
| ---------------------------- | ------- | ------------------ |
| FC Chernomorets Novorossiysk | 2       | 1993 (Oeste), 1994 |
| FC Shinnik Yaroslavl         | 2       | 2001, 2007         |
| FC Tiumén                    | 2       | 1993 (Este), 1996  |
| FC Luch Vladivostok          | 2       | 1992 (Este), 2005  |
| FC Mordovia Saransk          | 2       | 2012, 2014         |
| FC Orenburg                  | 2       | 2016, 2018         |
| FC Krylia Sovetov Samara     | 2       | 2015, 2021         |
| FC Rubin Kazan               | 2       | 2002, 2023         |
| FC Kuban Krasnodar           | 1       | 2010               |
| FC Uralan Elista             | 1       | 1997               |
| FC Lada Togliatti            | 1       | 1993 (Centro)      |
| FC Akhmat Grozny             | 1       | 2004               |
| FK Rostov                    | 1       | 2008               |
| FC KAMAZ Naberezhnye Chelny  | 1       | 1992 (Centro)      |
| FC Zhemchuzhina-Sochi        | 1       | 1992 (Oeste)       |
| FC Baltika Kaliningrad       | 1       | 1995               |
| FC Saturn Ramenskoye         | 1       | 1998               |
| FC Sokol Saratov             | 1       | 2000               |
| FC Amkar Perm                | 1       | 2003               |
| FC Khimki                    | 1       | 2006               |
| FC Ural Ekaterimburgo        | 1       | 2013               |
| FC Dynamo Moscú              | 1       | 2017               |
| FC Tambov                    | 1       | 2019               |
| FC Rotor Volgogrado          | 1       | 2020               |
| FC Torpedo Moscú             | 1       | 2022               |
| FK Khimki                    | 1       | 2024               |